# Исход и Возвращение (памятник)
Исход и Возвращение (калм. Буслен болн Босхлен) — памятник авторства Эрнста Неизвестного, находящийся в восточной части города Элисты, Калмыкия. Памятник посвящён депортации калмыцкого народа в Сибирь.

## История
Памятник был открыт 29 декабря 1996 года в память о депортации калмыцкого народа в 1943 году и жертвах сталинских репрессий. Архитектором памятника является С. Курнеев, скульптором стал Эрнст Неизвестный. Памятник был отлит из бронзы в Нью-Йорке, США.
Ежегодно 28 декабря возле памятника совершается день поминовения жертв депортации калмыков.

## Описание
Мемориальный комплекс состоит из нескольких элементов: собственно памятника «Исход и Возвращение», стоящего на вершине искусственно созданного кургана, железнодорожного вагона и мемориальной таблички. Подъём к памятнику осуществляется по спиральной дорожке, которая по часовой стрелке обвивает курган, повторяя обряд обхода буддийского храма хурула.
В подножии кургана находится железнодорожный вагон, на котором перевозили калмыков в Сибирь. Вагон стоит на рельсах, которые приводят к кургану. На левой стороне рельс стоят 14 гранитных столбиков по числу годов (1943—1957 гг.), во время которых калмыцкий народ был в ссылке. В конце рельс находится мемориальная табличка с отрывком из стихотворения Давида Кугультинова со словами:

Я знал, что мой народ

в лесах Сибири

Нашёл друзей и вновь душой окреп

Средь лучших русских,

Средь щедрейших в мире

Деливших с нами

И судьбу и хлеб.

Высота памятника составляет 2,74 метра, длина — 5, 33 м, ширина — 2,21 метра. Под памятником заложена капсула с землёй из мест, где были ссыльные калмыки.
На самом памятнике изображены многочисленные символы и образы:
- Овечка, являющаяся символом терпеливости и кротости, плачет над поверженным ребёнком;
- Мечи и штыки означают насилие;
- Авалокитешвара сострадает народу;
- Табун лошадей символизирует бег времени;
- 3 следа — мужской, женский и детский — обозначают уходящую семью, которая встречается с предками;
- Лотос символизирует вечное возвращение. В лотосе находится зародыш ребёнка. Эта композиция означает будущее возвращение;
- Будду окружают злые духи;
- Возвращение на родную землю обозначает прорыв сквозь металл;
- Огромная лошадь олицетворяет силу движения;
- Череп под копытами лошади символизирует прошлое, из которого вырастают цветы настоящего и будущего;
- В центре вращения вечного колеса спит эмбрион.

## Галерея

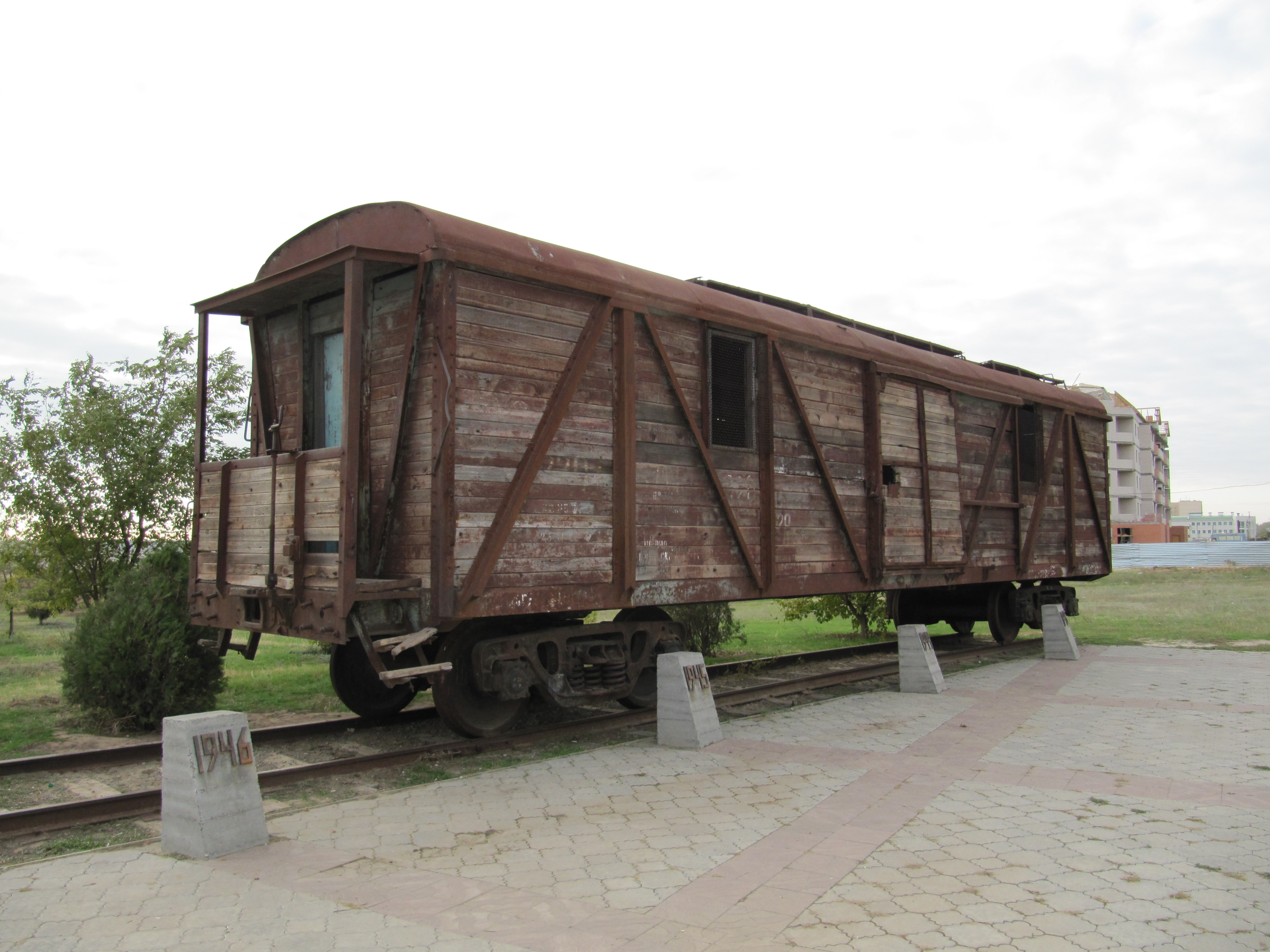
Железнодорожный вагон